# Miguel Pinto
Miguel Pinto, född 4 juli, 1983, är en chilensk fotbollsspelare i Correcaminos UAT. Han debuterade för Universidad de Chile säsongen 2004 och under 2006 års Apertura slog han in sig i lagets startelva. 2011 blev Pinto utlånad till mexikanska Club Atlas.